# Айлин (фильм)
«Айлин» или «Эйлин» (англ. Eileen) — американский художественный фильм режиссёра Уильяма Олдройда с Томасин Маккензи и Энн Хэтэуэй в главных ролях. Вышел в ограниченный прокат 1 декабря 2023 года.

## Сюжет
Действие фильма происходит в 1964 году в колонии для несовершеннолетних, расположенной в американском штате Массачусетс. Главная героиня — одинокая и застенчивая девушка по имени Эйлин, которая работает в колонии секретарём. Она знакомится с Ребеккой, и это полностью меняет её жизнь.
Литературной основой сценария стал одноимённый роман Отессы Мошфег.

## В ролях
- Томасин Маккензи — Айлин
- Энн Хэтэуэй — Ребекка
- Шей Уигем
- Сэм Нивола
- Шиван Фэллон Хоган
- Тони Патано
- Уильям Хилл
- Оуэн Тиг
- Питер Макробби
- Питер фон Берг

## Релиз и восприятие
Премьера «Айлин» состоялась на кинофестивале «Сандэнс» 21 января 2023 года. 1 декабря того же года картина вышла в ограниченный прокат в США.